# Кристиан, Меганн
Меганн Луиза Уайатт (урождённая Кристиан, род. декабрь 1987, Пембури, Кент) — англо-австрало-итальянский участник группы астронавтов Европейского космического агентства 2022 года, материаловед из Национального исследовательского совета (CNR) в Болонье, Италия, и физик атмосферы на станции Конкордия в Антарктиде.

## Исследования
В Итальянском национальном исследовательском агентстве (CNR) в Болонье она работала над производством и микроскопической характеристикой нанокомпозитов на основе графена, в частности трёхмерных графеновых структур, таких как графеновые пены, в рамках проекта ЕС Graphene Flagship. Это включало исследование невесомости в 2018 году, изучение применения петлевых тепловых трубок для управления теплом спутников. Она занимала должность физика атмосферы и метеоролога на франко-итальянской антарктической исследовательской базе на станции Конкордия во время кампании «DC15» в 2019 году и летнего сезона 2020-21 годов.

## Биография

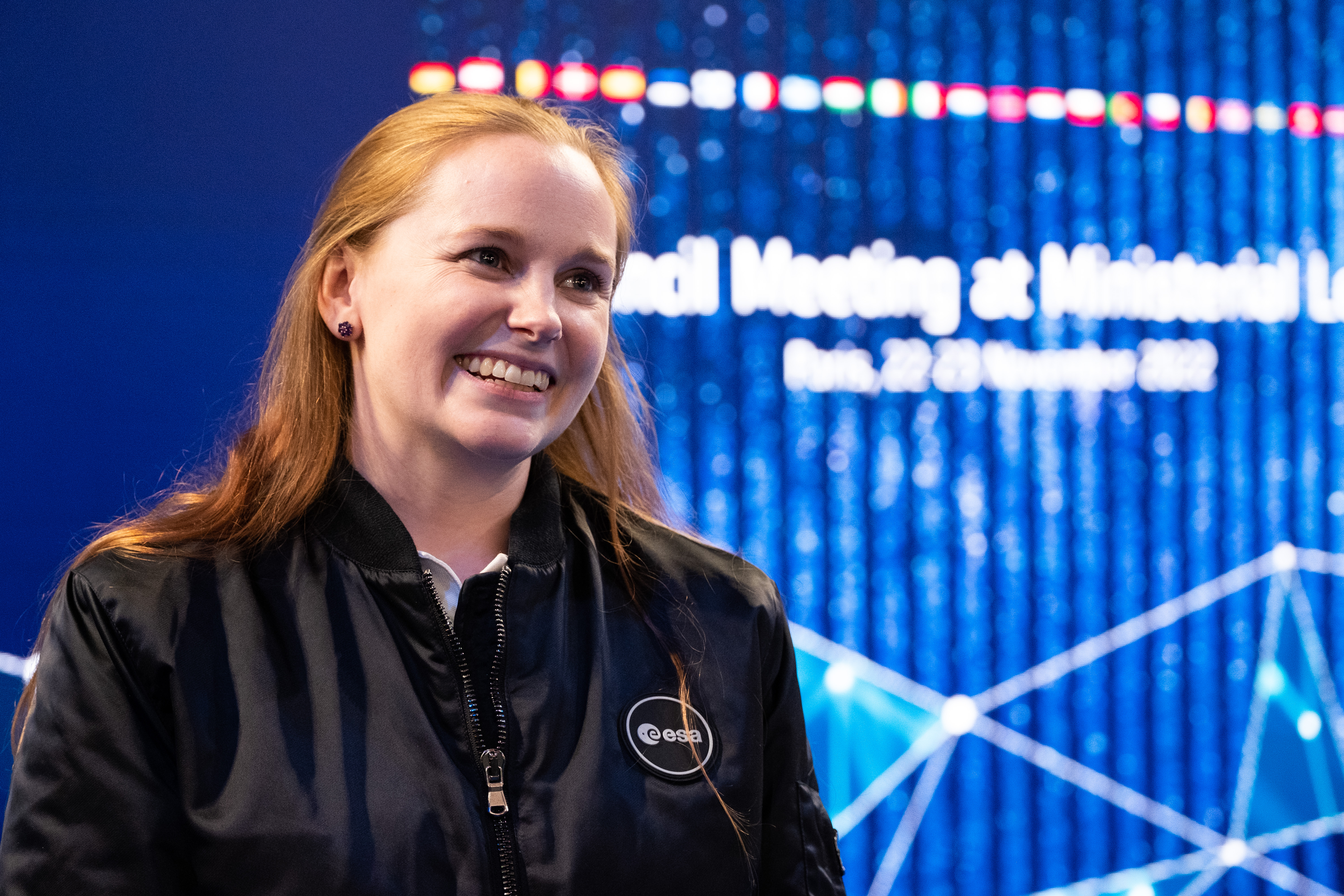
Кристиан на мероприятии группы астронавтов Европейского космического агентства 2022 года, Париж

Родилась в Кенте, Англия, в семье новозеландцев, в пять лет переехала с семьей в Вуллонгонг, Австралия. Она училась в гимназии Иллаварра и была частью школьной команды международного чемпионата 2002 года Международной программы решения проблем будущего. Училась в Университете Нового Южного Уэльса (UNSW); в 2009 году Кристиан получила степень бакалавра технических наук и университетскую медаль по промышленной химии. Продолжая работать в UNSW, она получила премию Хайнца Харанта в 2011 году и докторскую степень в 2014 году за исследования в области хранения водорода с помощью борогидридов. После чего она переехала в Болонью и работает в Институте микроэлектроники и микросистем (IMM) при Национальном исследовательском совете Италии. Посол Австралии в Италии представил Кристиан в рамках Международного дня женщин и девочек в науке 2021 года. Она вышла замуж за Лиама Уайатта в День Австралии в 2014 году в церкви Святого Иакова в Сиднее.
В 2022 году получила итальянское гражданство. Она также имеет гражданство Великобритании, Австралии и Новой Зеландии.